# Stray Cats
Stray Cats é uma banda americana de rockabilly formada em 1979 pelo guitarrista e vocalista Brian Setzer, o contrabaixista Lee Rocker e o baterista Slim Jim Phantom na cidade de Massapequa, em Nova York. O grupo teve inúmeros singles de sucesso no Reino Unido, Austrália, Canadá e Estados Unidos, incluindo "Stray Cat Strut", "She's Sexy 17", "Look at That Cadillac" e" I Stand in Your Way", "Bring it Again", e "Rock This Town", que o Rock and Roll Hall of Fame listou como uma das canções que moldaram o rock and roll.

## Biografia

### Formação e mudança para o  Reino Unido
O grupo, cujo estilo foi baseado nos sons dos artistas da Sun Records e outros artistas da década de 1950, sendo fortemente influenciado por Eddie Cochran, Carl Perkins, Gene Vincent e Bill Haley & His Comets. Os Stray Cats rapidamente desenvolveu um grande número de seguidores na cena musical de Nova York tocando no CBGB e no Max's Kansas City, bem como locais em Long Island. Quando os Cats ouviram um rumor de que houve uma revivescência da subcultura de jovens Teddy Boy dos anos 1950 na Inglaterra, a banda se mudou para o Reino Unido. Eles então lideraram o renascimento do rockabilly, misturando o som do Sun Studio dos anos 1950 com elementos musicais modernos do punk rock. Em termos de estilo visual, os Stray Cats também misturavam elementos de roupas e visuais do rockabilly dos anos 1950 e da moda punk dos anos 1970. A banda apareceu pela primeira vez em meados de 1979 tocando sob vários nomes, incluindo "The Tomcats", "The Teds", e "Bryan and The Tom Cats". A partir de 1983, passaram a se chamara Tom Cats. O nome da banda "Stray Cats" já havia aparecido em 1973 no filme rock'n roll "That Will Be The Day" e em 1974 na sequência "Stardust".

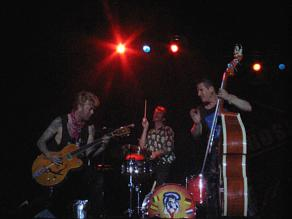
A banda Stray Cats tocando em Gijon.

Em meados de 1980, os Cats se viram sendo cortejados por gravadoras como Virgin Records, Stiff Records e Arista Records. A notícia se espalhou rapidamente e logo os membros dos Rolling Stones, The Who e Led Zeppelin estavam em seus shows. Depois de um show em Londres, o Stray Cats conheceu o produtor Dave Edmunds, conhecido como um entusiasta do chamado "roots rock" (raízes do rock em português) por seu trabalho com Rockpile e como artista solo. Edmunds se ofereceu para trabalhar com o grupo, e entraram no estúdio para gravar seu álbum de estreia, Stray Cats, lançado no Reino Unido em 1981 pela Arista Records. Tiveram três hits naquele ano com "Runaway Boys", "Rock This Town" e "Stray Cat Strut". O seguimento do Reino Unido para Stray Cats, Gonna Ball, não foi tão bem recebido, não proporcionando sucessos. No entanto, as vendas combinadas de seus dois primeiros álbuns foram suficientes para convencer a EMI America a compilar as melhores faixas dos dois álbuns britânicos e lançar um álbum (Built for Speed) nos Estados Unidos em 1982. O recorde chegou a vender um milhão de cópias (disco de platina) nos Estados Unidos e no Canadá e foi o 2º colocado nas paradas de álbuns da Billboard por 26 semanas.

## Separação e reuniões
Conflitos musicais e pessoais começaram a emergir nos modos como os membros individuais lidavam com o recém-descoberto sucesso ; Phantom casou com a atriz Britt Ekland, enquanto Setzer fez aparições como estrelas com Bob Dylan e Stevie Nicks e se tornou o guitarrista do projeto da The Honeydrippers de Robert Plant. No final de 1984, a banda adicionou o ex-guitarrista do BMT e Tommy Byrnes, natural de Long Island, como segundo guitarrista e vocais harmoniosos, e depois de uma turnê européia e americana que terminou na New Orleans World Fair, se separaram. Refletindo em 2012, Setzer disse que "foi tolo em acabar com os Stray Cats no auge do nosso sucesso".
Rocker e Phantom formaram um trio chamado "Phantom, Rocker & Slick" (sendo "Slick", o ex-guitarrista de David Bowie, Earl Slick) cujo álbum de estreia continha o single "Men Without Shame"; músicos convidados neste disco incluíam Keith Richards dos Rolling Stones e o pianista Nicky Hopkins. Setzer seguiu para uma carreira solo, mantendo Byrnes e trocando seu foco no rockabilly por um misto de roots rock e Americana mais abrangente em álbuns como "The Knife Feels Like Justice", de 1986. Em 1986, os Stray Cats se reuniram em Los Angeles e gravaram o álbum "Rock Therapy". Em 1989, eles se reuniram novamente para o álbum "Blast Off !", que foi acompanhado por uma turnê com o guitarrista americano de blues, Stevie Ray Vaughan. Não mais na EMI America, entraram no estúdio com Nile Rodgers para o álbum intitulado "Let's Go Faster", lançado pela Liberation em 1990. Após o álbum "Choo Choo Hot Fish" produzido por Dave Edmunds em 1992, e o álbum de covers intulado "Original Cool", o grupo se desfez novamente.
Em 2004, os Stray Cats se reuniram para uma turnê de um mês pela Europa. Um álbum ao vivo selecionado desses shows, Rumble in Brixton, incluiu uma nova faixa de estúdio, "Mystery Train Kept A Rollin". Em 2007, eles se reuniram novamente para uma bem-sucedida e esperada turnê pelos Estados Unidos com as bandas ZZ Top e The Pretenders. Esta foi sua primeira turnê norte-americana em mais de 15 anos. Nos anos 2000, a banda excursionou pela Europa como parte de sua turnê Farewell.
Em 2008, pela primeira vez em 18 anos, os Stray Cats visitaram a Austrália e a Nova Zelândia, que culminou em vários shows consecutivos esgotados de sua turnê Farewell (Austrália). Em abril de 2009, a banda se reuniu para um único show para celebrar o aniversário de 50 anos de Brian no Fine Line Music Café em Minneapolis, MN.
Em 2 de janeiro de 2018, Brian Setzer anunciou através de sua página no Facebook que a banda iria se reunir para um show em Las Vegas em 21 de abril de 2018. Os Stray Cats também realizaram dois shows no Pacific Amphitheatre em Costa Mesa, Califórnia, em 16 e 17 de agosto de 2018.
Em 16 de outubro de 2018, a banda anunciou que se reunirão em 2019 para um novo álbum (primeiro em 25 anos), uma gravação em Nashville e uma turnê para comemorar seu 40º aniversário. Em 26 de março de 2019, foi lançado o vídeo do primeiro single do álbum, "Cat Fight (Over a Dog Like Me)", foi lançado, em 24 de maio foi lançado o álbum, intitulado 40.
No final da turnê e no início de 2020, a banda anunciou que um álbum com canções gravadas em vários locais durante a turnê de 40 anos, seria lançado, intitulado Rocked This Town: From LA to London Foi lançado em CD e Vinil e também em várias plataformas de streaming.

## Acompanhamento das carreiras dos membros da banda

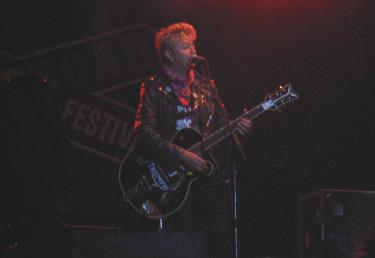
Brian Setzer em um show.

Os Stray Cats se reuniram periodicamente para performances ao vivo. Setzer ainda teve sua própria banda do gênero swing revival nos anos 1990, a The Brian Setzer Orchestra. Setzer também trabalhou como produtor executivo no álbum de rockabilly de Drake Bell, Ready Steady Go!. Rocker continuou gravando e fazendo turnês ao longo dos anos 1990 até hoje. Dentre seu álbuns estão "Black Cat Bone" e "Racin 'the Devil" pela Alligator, bem como "Bulletproof".
Além dos Stray Cats, Rocker gravou ou tocou com Carl Perkins, George Harrison, Ringo Starr, Willie Nelson, Leon Russell, Scotty Moore, Keith Richards e muitos outros. Lee Rocker e sua esposa Deborah Drucker têm dois filhos e estão casados desde 1989. Slim Jim Phantom toca bateria em outra banda de rockabilly, 13 Cats, tocou com a banda de rock and roll The Head Cat com Lemmy (Motörhead) e Danny B. Harvey (13 Cats, RocKats). Ele também é um membro ativo da Love Hope Strength Foundation, uma organização de caridade que foi co-fundada por Mike Peters da The Alarm, e que arrecada fundos para hospitais do câncer.
A banda foi introduzida Long Island Music Hall of Fame em 15 de outubro de 2006.
Em 2007, Slim Jim Phantom formou Kat Men com o guitarrista de Imelda May, Darrel Higham.

## Membros
Atuais
- Brian Setzer – vocalista, guitarrista (1979–1984, 1986–1993, 2004–2009, 2018–atualmente)
- Lee Rocker – contrabaixo, violão, backing vocals (1979–1984, 1986–1993, 2004–2009, 2018–atualmente)
- Slim Jim Phantom – bateria, percussão, backing vocals (1979–1984, 1986–1993, 2004–2009, 2018–atualmente)
- Sean Arnett - guitarra (2019-atualmente)

Antigos
- Bob Beecher – guitarra (década de 1980)
- Gary Setzer – guitarra (década de 1980)
- Tommy Byrnes – guitarra (1984)

## Discografia

### Álbuns
- Stray Cats (1981)
- Gonna Ball (1981)
- Built for Speed (1982)
- Rant N' Rave with the Stray Cats (1983)
- Rock Therapy (1986)
- Blast Off! (1989)
- Let's Go Faster! (1990)
- Choo Choo Hot Fish (1992)
- Original Cool (1993)
- Rumble in Brixton (2004)
- 40 (2019)
- Rocked This Town: From LA to London (2020)

### Singles
- 1980 "Runaway Boys" - # 9 UK
- 1981 "Rock This Town" - # 9 US/ # 9 UK
- 1981 "Stray Cat Strut" - # 3 US/ # 11 UK
- 1981 "The Race Is On" - # 34 UK
- 1981 "You Don't Believe Me" - # 57 UK
- 1983 "(She's) Sexy And 17" - # 5 US/ # 29 UK
- 1983 "I Won't Stand In Your Way" - # 35 US
- 1989 "Bring It Back Again" - # 64 UK
- 1989 "Gina"  - # 88 UK
- 1989 "Gene & Eddie"
- 1992 "Elvis On Velvet"
- 1993 "Can't Help Falling In Love"
- 2004 "Mystery Train Kept A Rollin'"
- 2019 "Cat Fight (Over a Dog Like Me)"